# Camille Dimmer
Camille Dimmer (Clervaux, 20 de abril de 1939 – 20 de setembro de 2023) foi um futebolista e político luxemburguês que atuava como atacante.

## Carreira em clubes
A carreira de Dimmer em clubes foi curta: jogou apenas 10 anos (1957 a 1967) por FC Claravallis, Anderlecht, R. Crossing Club Molenbeek e Red Boys Differdange. Fora dos gramados, trabalhava como engenheiro.

## Seleção Luxemburguesa
Pela Seleção Luxemburguesa, Dimmer atuou em 19 jogos e marcou 9 gols. O ponto alto de sua carreira internacional foi em 1964, quando quase levou os Leões Vermelhos à Eurocopa daquele ano, tirando os Países Baixos da fase final da competição após uma vitória por 2 a 1 - os gols luxemburgueses foram de Dimmer. A seleção perderia a vaga para a Dinamarca, em 3 jogos (empates por 3 a 3 e 2 a 2, e vitória nórdica por 1 a 0, em Amsterdã).

## Carreira política
Após deixar os gramados, Dimmer seguiu carreira política - entre 1984 e 1994, foi membro da Câmara dos Deputados de Luxemburgo pelo Partido Popular Social Cristão, onde foi também secretário-geral de 1990 a 1995, além de ter ficado como suplente na Assembleia Parlamentar do Conselho da Europa durante 5 anos (1989 a 1994) e presidido a Associação dos Ex-Deputados.

## Morte
Dimmer faleceu em 20 de setembro de 2023, aos 84 anos.

## Títulos
Crossing Club Molenbeek
- Terceira Divisão Belga: 1961–62